# 범주 (심리학)
범주(範疇,category)는 인지과학 또는 심리학에서 범주는 개념과 함께 동일한 성질을 가진 부류나 범위로 묶는 인지 과정 즉 범주화(範疇化)를 가리킨다.

## 같이 보기
- 고정관념